# Alexandre Campello
Alexandre Campello da Silveira (Rio de Janeiro, 21 de março de 1964) é um médico e dirigente esportivo brasileiro, ex-presidente do Club de Regatas Vasco da Gama. Antes de assumir a presidência do clube, Campello atuou como médico do time profissional em momentos marcantes da história cruzmaltina, incluindo a conquista da Copa Libertadores da América de 1998.
Além de dirigente, Alexandre Campello é principalmente reconhecido por sua trajetória como médico. Formado pela Universidade do Estado do Rio de Janeiro (UERJ), especializou-se em ortopedia e medicina esportiva, tornando-se uma figura respeitada no meio.
Campello surpreendeu o cenário político vascaíno ao ser eleito presidente em janeiro de 2018, em um pleito marcado por uma reviravolta. Inicialmente membro da chapa de Julio Brant, ele decidiu se candidatar de forma independente no Conselho Deliberativo, obtendo apoio decisivo para vencer a disputa, em histórica sessão, na qual, pela única vez na história, não foi ratificada a votação do Quadro Associativo.
Entre os marcos de sua gestão está o impulsionamento do programa Sócio Gigante, que chegou a ter mais de 180 mil sócios-torcedores ativos, a construção do Centro de Treinamento Moacyr Barbosa (sob arrecadação popular de seus torcedores) e a retomada no projeto de reforma do Estádio de São Januário.
Entre os feitos negativos de sua gestão foram as penhoras que o clube recebia da justiça a cada verba que entrava no clube, os constantes salários atrasados de atletas e também de funcionários, o que gerou greve dos professores do Colégio Vasco da Gama, além de que em sua gestão o clube não conseguiu obter nenhuma vitória contra seu maior rival Flamengo.